# Arhopala etena
Arhopala etena är en fjärilsart som beskrevs av Corbet. Arhopala etena ingår i släktet Arhopala och familjen juvelvingar. Inga underarter finns listade i Catalogue of Life.